# Clemira hilzingeri
Clemira hilzingeri is een vlinder uit de familie uilen (Noctuidae). De wetenschappelijke naam van de soort is, als Metagarista hilzingeri, voor het eerst geldig gepubliceerd in 1882 door Cárlos Berg. De combinatie in Clemira werd in 2009 door V.O. Becker gemaakt, die daarbij ook het lectotype selecteerde.

## Type
- lectotype: "male"
- instituut: MNHN, Parijs, Frankrijk
- typelocatie: "Argentina, Buenos Aires".[1] Het lectotype is vastgelegd door V.O. Becker in 2009.

## Andere combinaties
- Aucula hilzingeri (Berg, 1882) door George Francis Hampson, 1910: 421